# Captured Spirits
Captured Spirits è il quarto album in studio del gruppo musicale britannico Mammal Hands, pubblicato l'11 settembre 2020 dalla Gondwana Records.

## Tracce
1. Ithaca – 4:52
2. Chaser – 3:43
3. Late Bloomer – 5:00
4. Versus Shapes – 3:25
5. Spiral Stair – 4:38
6. Floating World – 1:58
7. Riddle – 6:14
8. Rhizome – 6:27
9. Shoreless – 1:43
10. Into Sparks – 4:25
11. Little One – 5:59

## Formazione
Gruppo
- Jesse Barrett – batteria, tabla
- Jordan Smart – sassofono tenore e soprano, clarinetto basso, elettronica
- Nick Smart – pianoforte

Produzione
- Mammal Hands – produzione, missaggio
- George Atkins – produzione, registrazione, missaggio
- Karl Sveinsson – assistenza tecnica
- Normal Nitzsche – mastering